# بیمارستان هیئت چیمالا
بیمارستان هیئت چیمالا (به لاتین: Chimala Mission Hospital) یک بیمارستان در تانزانیا است که در استان امبیا واقع شده‌است.